# Тоній
Тонський період / система, тоній (від дав.-гр. τόνος — «напруга, натягнення») — перший геологічний період неопротерозойської ери. Тривав від 1 млрд до 720 млн років тому.

## Тектоніка
Усі континенти зібрані в єдиний суперконтинент Родинію. Закінчення Свеконорвезького орогенезу в Північній Європі; Едмундський орогенез комплексу Гаскойн у Західній Австралії (920—850 млрд років тому); Деламерійський орогенез, утворення Аделаїдського рифтового комплексу у Південні Австралії.; Гренвільський орогенез у Північній Америці; Німродський орогенез в Антарктиці (1,0 ±0,15 млрд років тому); Панафриканський орогенез на африканському континенті.

## Органічний світ
Сліди примітивних багатоклітинних організмів. Радіаційна еволюція динофлягелятоподібних акритархів.